# Yom Tov Lippmann
El Rabino Yom Tov Lippmann Heller, más conocido como el Tosafos Yom Tov, título de su comentario sobre la Mishná, nació  en Wallerstein, en el Ducado de Baviera, en 1579, unos cuantos días después de la muerte de su padre, (Nathan Halevi Heller). Yom Tov fue criado por su abuelo, el Rabino Moshe Wallerstein Halevi Heller (un rabino prominente en Alemania) y su abuela Rachel. De joven, fue estudiante del Rabino Yaakov Ginzburg de Friedburg, y después de los santísimos Rabinos Yehuda Leib (el Maharal) y Ephraim Luntchitz (autor del Kli Yakar), ambos de Praga, Bohemia.
Cuando sólo tenía dieciocho años, fue designado dayán en Praga, una posición que mantuvo por veintiocho años. En 1624 fue invitado a ejercer como rabino de Nikolsburg, una población situada en Moravia (hoy forma parte de la República Checa), y unos meses después recibió el ilustre puesto de rabino de Viena, Austria. Bajo presión del Rabino Heller, el Emperador otorgó permiso a la comunidad judía, para establecer un barrio judío en el barrio de Leopoldstadt, en Viena. Después de servir a la comunidad judía vienesa tres años, fue elegido rabino en jefe de Praga en 1627.
Yom Tov vivió los eventos de la Guerra de los treinta años, los cuales trastornaron totalmente su vida, y fue el autor de Madanei Melech, Lechem Chamudos y de Meguilas Eivah (su autobiografía). Su esposa fue Rachel Ashkenazi y sus hijos fueron Abraham (era su hijo más joven y contrajo matrimonio con Esther Luria), Dobrish Bernstein (era la esposa de Shmuel, el hijo de Abraham Basch de Viena), Rachel (estaba casada con Aaron Seegal), Reisel Heller, Nissel Seegal, Necha Heller (era la esposa de Joel de Brest), Moshe Heller, Levi, Rebeca (era la esposa de Tzvi Hirsh HaCohen) y Shmuel (el hijo mayor). Fue el abuelo de los rabinos Michael Katz y Nathan Seegal (el cual estaba casado con la hija del Rabino Moshe de Chelm).